# Parafia św. Stanisława Biskupa i Męczennika w Sosnowcu
Parafia Świętego Stanisława Biskupa i Męczennika w Sosnowcu – rzymskokatolicka parafia położona w dekanacie sosnowieckim – św. Barbary, diecezji sosnowieckiej, metropolii częstochowskiej w Polsce. 
Erygowana dekretem z 4 kwietnia 1981 roku przez bp. Stefana Barełę.
Kościół parafialny został konsekrowany przez bp. Stanisława Nowaka 30 sierpnia 1987 roku.

## Zasięg parafii
Ulice: Bielska, Dębowa, Jodłowa, Kalinowa, Kujawska, Krynicka, Lisia Góra, Traugutta, Rzeszowska, Wrocławska, Wrzosowa, Św. Stanisława, Okulickiego, Wojska Polskiego nry 123–223.